# إدوارد توماس وليامز
إدوارد توماس وليامز (بالإنجليزية: Edward Thomas Williams) هو عسكري أمريكي، ولد في 6 فبراير 1901 في ديترويت في الولايات المتحدة، وتوفي في 14 أكتوبر 1973 في سان أنطونيو في الولايات المتحدة.